# Sainte-Foy-de-Montgommery

Sainte-Foy-de-Montgommery este o comună în departamentul Calvados, Franța. În 1 ianuarie 2018 avea o populație de 171 de locuitori.